# Ceratoserolis serratus
Ceratoserolis serratus là một loài chân đều trong họ Serolidae. Loài này được Brandt miêu tả khoa học năm 1988.